# So Big! (1932)
So Big! is een film uit 1932 onder regie van William A. Wellman. De film is gebaseerd op het boek So Big, dat werd geschreven door Edna Ferber. In 1924 werd de film ook uitgebracht onder dezelfde titel, met Colleen Moore, Ben Lyon, Wallace Beery en Jean Hersholt in de hoofdrollen. In 1953 werd de film opnieuw gemaakt, met Jane Wyman en Sterling Hayden in de hoofdrollen.
Het boek en de films zijn gebaseerd op Antje Paarlberg, een Nederlandse vrouw die in Zuid-Holland leefde.

## Verhaal
Selina Peake De Jong leeft in een boerenstad en besluit lerares te worden. Tijdens haar verblijf op de familieboerderij van de Pools, moedigt ze de jonge Roelf Pool aan zijn interesses te volgen. Roelf is zelf geïnteresseerd in kunst. Echter, wanneer zijn vader komt te overlijden, loopt hij weg naar Italië. Ondertussen trouwt Selina met de Nederlandse boer Pervus. Ze krijgen een zoon die ze Dirk noemen. Wanneer Pervus overlijdt aan een ernstige ziekte, is Selina gedwongen het harde werk op de boerderij over te nemen om Dirk een toekomst te geven. Als Dirk ouder wordt, is hij werkzaam als architect en geeft alleen nog maar om geld. Zijn liefje, de artieste Dallas O'Mara, kan dit niet langer uitstaan.
Selina wordt niet veel later bezocht door Roelf, die beeldhouwer is geworden. Dirk raakt gefrustreerd en wordt jaloers als blijkt dat Roelf en Dallas een romantische connectie hebben. Hij ziet al snel in dat hij niet aan Roelf kan tippen, maar ziet wel in dat zijn moeder gelijk had en dat je je interesses moet volgen. Desondanks eindigt hij alleen.

## Rolverdeling (1932)
| Acteur           | Personage            |
| ---------------- | -------------------- |
| Barbara Stanwyck | Selina Peake De Jong |
| George Brent     | Roelf Pool           |
| Dickie Moore     | Dirk De Jong (jong)  |
| Bette Davis      | Miss Dallas O'Mara   |
| Mae Madison      | Julie Hempel         |
| Hardie Albright  | Dirk De Jong         |
| Alan Hale        | Klaus Pool           |
| Earle Foxe       | Pervus De Jong       |
| Robert Warwick   | Simeon Peake         |
| Dorothy Peterson | Maartje Pool         |